# Classica di Amburgo 2004
La Classica di Amburgo 2004 (ufficialmente HEW Cyclassics per motivi di sponsorizzazione), nona edizione della corsa, si svolse il 1º agosto 2004 su un percorso di 250,3 km. Fu vinta dall'australiano Stuart O'Grady, che terminò la gara in 5h 51' 39" imponedosi in una volata di gruppo. Si piazzò secondo l'italiano Paolo Bettini e terzo lo spagnolo Igor Astarloa.

## Percorso
La HEW Cyclassics si corse su un circuito di 250,3 km attraverso la città di Amburgo e la campagna circostante. Il percorso era prevalentemente pianeggiante e adatto ai velocisti.
Al via si presentarono ventitré squadre del circuito professionistico. Ogni squadra poteva schierare otto corridori.
| N.      | Cod. | Squadra                           |
| ------- | ---- | --------------------------------- |
| 1-8     | QSD  | Quick Step-Davitamon              |
| 11-18   | GST  | Team Gerolsteiner                 |
| 21-28   | TMO  | T-Mobile Team                     |
| 31-38   | RAB  | Rabobank                          |
| 41-48   | LOT  | Lotto-Domo                        |
| 51-58   | USP  | US Postal Service p/b Berry Floor |
| 61-68   | SAE  | Saeco Macchine per Caffè          |
| 71-78   | FAS  | Fassa Bortolo                     |
| 81-88   | CSC  | Team CSC                          |
| 91-98   | COF  | Cofidis                           |
| 101-108 | PHO  | Phonak Hearing Systems            |
| 111-118 | ALB  | Alessio-Bianchi                   |

| N.      | Cod. | Squadra                 |
| ------- | ---- | ----------------------- |
| 121-128 | FDJ  | Fdjeux.com              |
| 131-138 | LAM  | Lampre                  |
| 141-148 | CHO  | Chocolade Jacques       |
| 151-158 | LAN  | Landbouwkrediet-Colnago |
| 161-168 | BLB  | Brioches La Boulangère  |
| 171-178 | IBB  | Illes Balears-Banesto   |
| 181-188 | A2R  | AG2R Prévoyance         |
| 191-198 | C.A  | Crédit Agricole         |
| 201-208 | DEN  | De Nardi                |
| 211-218 | DOM  | Domina Vacanze          |
| 221-228 | WIE  | Team Wiesenhof          |

## Ordine d'arrivo (Top 10)
| Pos. | Corridore       | Squadra        | Tempo    |
| ---- | --------------- | -------------- | -------- |
| 1    | Stuart O'Grady  | Cofidis        | 5h51'39" |
| 2    | Paolo Bettini   | Quick Step     | s.t.     |
| 3    | Igor Astarloa   | Lampre         | s.t.     |
| 4    | Óscar Freire    | Rabobank       | s.t.     |
| 5    | Gerben Löwik    | Chocolade Jac. | s.t.     |
| 6    | Davide Rebellin | Gerolsteiner   | s.t.     |
| 7    | Erik Zabel      | T-Mobile Team  | s.t.     |
| 8    | Fabrizio Guidi  | Team CSC       | s.t.     |
| 9    | Andrej Hauptman | Lampre         | s.t.     |
| 10   | Paolo Bossoni   | Lampre         | s.t.     |